# Polyura sulthan
Polyura sulthan är en fjärilsart som beskrevs av Hagen 1896. Polyura sulthan ingår i släktet Polyura och familjen praktfjärilar. Inga underarter finns listade i Catalogue of Life.